# 307 f.Kr.

## Händelser

### Efter plats

#### Babylonien
- Antigonus sluter fred med Seleukos, som lämnas i fred att konsolidera sitt kungarike.

#### Egypten
- Ptolemaios grundar museet och biblioteket i Alexandria med hjälp av Demetrios Falereios. Liksom Alexander den store har Ptolemaios studerat under Aristoteles och besätter museet med omkring 100 professorer, betalda av staten.

#### Grekland
- Demetrios Falereios, som har varit guvernör (despot) av Aten i tio år och stöder Kassander, tvingas fly från Aten när den makedoniske prinsen Demetrios Poliorketes närmar sig staden. Demetrios Falereios slår sig ner i Alexandria i Egypten.
- Demetrios Poliorketes återetablerar Atens gamla styrelseskick och de tacksamma atenarna ärar Antigonos och Demetrios som gudomliga frälsare (theoi soteres).
- När Pyrrhus blir härskare över Epirus allierar han sig med sin svåger, Demetrios Poliorketes, som är son till Antigonos.

#### Sicilien
- Syrakusas tyrann Agathokles tvingas återvända till Syrakusa för att ta hand om det ökande missnöjet i sina sicilianska områden. Den del av Agathokles som stannar vid Karthago krossas snart.
- Den karthagiske generalen Hamilkar misslyckas med att erövra Syrakusa och blir snart infångad och dödad.
- Staden Segesta förstörs av Agathokles.

#### Kina
- Den kinesiske kungen Wuling av Zhao reformerar staten Zhaos armé genom att lägga större vikt vid kavalleriet än häststridsvagnar.

### Efter ämne

#### Filosofi
- Epikurismen, ett filosofiskt system baserat på Epikuros (omkring 340–omkring 270 f.Kr.) läror, grundas (omkring detta år).